# Copa Mundial de Béisbol Sub-15 de 2012
La Copa Mundial de Béisbol Sub-15 de 2012 fue la primera edición del torneo de béisbol internacional para jóvenes entre 14 y 15 años, organizado por la Confederación Mundial de Béisbol y Sóftbol en reemplazo de la Copa Mundial de Béisbol Sub-16.

## Ronda de apertura
Disputada del 10 al 14 en cinco jornadas.

### Grupo A
| Equipo       | G | P | Av    | Dif |
| ------------ | - | - | ----- | --- |
| China Taipéi | 4 | 0 | 1.000 | -   |
| México       | 3 | 1 | 0.750 | 1   |
| Honduras     | 2 | 2 | 0.500 | 2   |
| Italia       | 1 | 3 | 0.250 | 3   |
| Lituania     | 0 | 4 | 0.000 | 4   |

     – Clasificados a la Súper Ronda.

     – Eliminados.

### Grupo B
| Equipo    | G | P | Av    | Dif |
| --------- | - | - | ----- | --- |
| Cuba      | 4 | 0 | 1.000 | -   |
| Brasil    | 3 | 1 | 0.750 | 1   |
| Argentina | 2 | 2 | 0.500 | 2   |
| Hong Kong | 1 | 3 | 0.250 | 3   |
| Indonesia | 0 | 4 | 0.000 | 4   |

     – Clasificados a la Súper Ronda.

     – Eliminados.

### Grupo C
| Equipo    | G | P | Av    | Dif |
| --------- | - | - | ----- | --- |
| Venezuela | 4 | 0 | 1.000 | -   |
| Nicaragua | 3 | 1 | 0.750 | 1   |
| Aruba     | 2 | 2 | 0.500 | 2   |
| Alemania  | 1 | 3 | 0.250 | 3   |
| Ucrania   | 0 | 4 | 0.000 | 4   |

     – Clasificados a la Súper Ronda.

     – Eliminados.

## Súper ronda
Se disputó del 22 al 25 de agosto de 2018 por los dos primeros equipos de cada grupo de la primera ronda.
| Equipo       | G | P | Av    | Dif |
| ------------ | - | - | ----- | --- |
| Cuba         | 5 | 0 | 1.000 | -   |
| Venezuela    | 3 | 2 | 0.600 | 2   |
| México       | 3 | 2 | 0.600 | 2   |
| China Taipéi | 3 | 2 | 0.600 | 2   |
| Brasil       | 1 | 4 | 0.200 | 4   |
| Nicaragua    | 0 | 5 | 0.000 | 5   |

     – Juegan por el título mundial sub-15.

     – Juegan por el tercer puesto.

## Final
| Equipo    | 1 | 2 | 3 | 4 | 5 | 6 | 7 | 8 | 9 | C  | H  | E |
| --------- | - | - | - | - | - | - | - | - | - | -- | -- | - |
| Venezuela | 3 | 1 | 0 | 0 | 1 | 4 | 0 | 1 | 0 | 10 | 13 | 1 |
| Cuba      | 1 | 0 | 0 | 0 | 0 | 0 | 1 | 0 | 0 | 2  | 6  | 5 |

LG: Ricardo Sánchez  LP: Joan Oviedo  

| Venezuela         |
| Campeón Venezuela |
| Primer Título     |